# Ustad Isa
 (juin 2012).
Si vous disposez d'ouvrages ou d'articles de référence ou si vous connaissez des sites web de qualité traitant du thème abordé ici, merci de compléter l'article en donnant les références utiles à sa vérifiabilité et en les liant à la section « Notes et références ».
Ustad Isa Shirazi, est un architecte persan. Il est souvent décrit comme l'architecte en chef du Taj Mahal, construit à partir de 1632 et dont les travaux ont duré vingt-deux ans.